# Copestylum bassleri
Copestylum bassleri är en tvåvingeart som först beskrevs av Charles Howard Curran 1939.  Copestylum bassleri ingår i släktet Copestylum och familjen blomflugor.
Artens utbredningsområde är Peru. Inga underarter finns listade i Catalogue of Life.